# GetApps
GetApps (ранее — Xiaomi Market) — магазин приложений, разработанный Xiaomi для операционных систем HyperOS и MIUI.